# Mistrzostwa Europy w Lekkoatletyce 1982 – bieg na 3000 m z przeszkodami mężczyzn

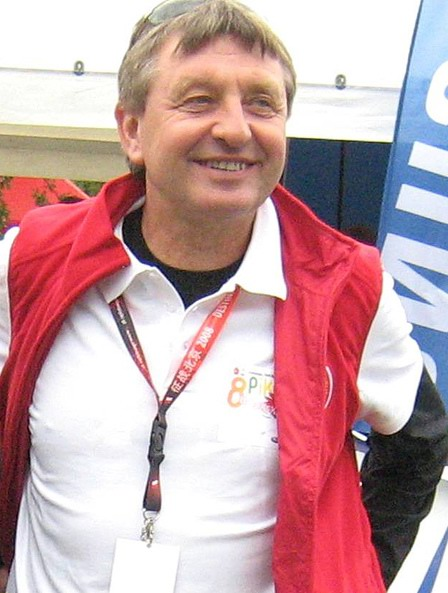
Bogusław Mamiński w 2007

Bieg na dystansie 3000 metrów z przeszkodami mężczyzn był jedną z konkurencji rozgrywanych podczas XIII mistrzostw Europy w Atenach. Biegi eliminacyjne zostały rozegrane 7 września, a bieg finałowy 10 września 1982 roku. Zwycięzcą tej konkurencji został reprezentant Republiki Federalnej Niemiec Patriz Ilg. W rywalizacji wzięło udział dwudziestu sześciu zawodników z piętnastu reprezentacji.

## Rekordy
| Rekord świata     | Henry Rono (KEN)           | 8:05,04 | Seattle, Stany Zjednoczone | 13.05.1978 |
| Rekord Europy     | Anders Gärderud (SWE)      | 8:08,02 | Montreal, Kanada           | 28.07.1976 |
| Rekord mistrzostw | Bronisław Malinowski (POL) | 8:15,04 | Rzym, Włochy               | 07.09.1974 |

## Wyniki

### Eliminacje
Rozegrano trzy biegi eliminacyjne. Do finału awansowało po trzech najlepszych zawodników każdego biegu eliminacyjnego (Q) oraz trzech spośród pozostałych z najlepszymi czasami (q).
Bieg 1
| Miejsce | Zawodnik            | Czas    | Uwagi |
| ------- | ------------------- | ------- | ----- |
| 1       | Patriz Ilg          | 8:22,65 | Q     |
| 2       | Mariano Scartezzini | 8:23,11 | Q     |
| 3       | Ilkka Äyräväinen    | 8:23,18 | Q     |
| 4       | Colin Reitz         | 8:23,86 | q     |
| 5       | Joseph Mahmoud      | 8:27,70 |       |
| 6       | Jan Hagelbrand      | 8:28,02 |       |
| 7       | Peter Daenens       | 8:28,64 |       |
| 8       | Guilherme Alves     | 8:33,32 |       |
| 9       | Filipos Filipu      | 8:42,73 |       |

Bieg 2
| Miejsce | Zawodnik             | Czas    | Uwagi |
| ------- | -------------------- | ------- | ----- |
| 1       | Bogusław Mamiński    | 8:31,50 | Q     |
| 2       | Hagen Melzer         | 8:31,99 | Q     |
| 3       | Tommy Ekblom         | 8:32,52 | Q     |
| 4       | Francisco Sánchez    | 8:33,10 |       |
| 5       | Krzysztof Wesołowski | 8:35,33 |       |
| 6       | Arsenios Tsiminos    | 8:37,44 |       |
| 7       | Roger Hackney        | 8:39,22 |       |
| 8       | Pascal Debacker      | 8:44,79 |       |
| 9       | Luciano Carchesio    | 8:50,35 |       |

Bieg 3
| Miejsce | Zawodnik          | Czas    | Uwagi |
| ------- | ----------------- | ------- | ----- |
| 1       | Domingo Ramón     | 8:22,11 | Q     |
| 2       | Wolfgang Konrad   | 8:23,40 | Q     |
| 3       | Graeme Fell       | 8:23,76 | Q     |
| 4       | Juan José Torres  | 8:24,08 | q     |
| 5       | Rainer Schwarz    | 8:25,21 | q     |
| 6       | Vesa Laukkanen    | 8:29,75 |       |
| 7       | Siergiej Jepiszyn | 8:39,38 |       |
| 8       | Raymond Pannier   | 8:40,41 |       |

### Finał
| Miejsce | Zawodnik            | Czas    |
| ------- | ------------------- | ------- |
| 1       | Patriz Ilg          | 8:18,52 |
| 2       | Bogusław Mamiński   | 8:19,22 |
| 3       | Domingo Ramón       | 8:20,48 |
| 4       | Hagen Melzer        | 8:21,33 |
| 5       | Wolfgang Konrad     | 8:21,95 |
| 6       | Ilkka Äyräväinen    | 8:24,19 |
| 7       | Mariano Scartezzini | 8:24,68 |
| 8       | Tommy Ekblom        | 8:27,15 |
| 9       | Colin Reitz         | 8:28,87 |
| 10      | Graeme Fell         | 8:34,30 |
| 11      | Juan José Torres    | 8:37,84 |
| 12      | Rainer Schwarz      | 8:41,67 |